# Jean-Armand du Peyrer
Jean-Armand du Peyrer, graaf van Tréville (ook wel Trois-Villes) (Oloron-Sainte-Marie, 1598 – Trois-Villes, 8 mei 1672) was een Frans officier.
Zijn vader Jean du Peyrer, die de naam Trois-Villes of Tréville introduceerde in de familie, had in 1607 de regio van Tréville opgekocht, wat hem een titel opleverde. Hierdoor mocht hij ook zitting nemen in de raad van De Vicomte de la Soule.
Jean-Armand zelf sloot zich in 1616 aan bij het Franse leger en meldde zich daarvoor in Parijs bij de Franse garde. Hij begon daar als cadet en werkte zich zo omhoog. In 1627 werd hij vermoedelijk musketier, omdat hij als zodanig aanwezig was bij het beleg van La Rochelle (1627-1628). In 1634 werd hij benoemd tot kapitein-luitenant der musketiers, een voorname positie die hem dicht bij koning Lodewijk XIII van Frankrijk bracht.

## In fictie

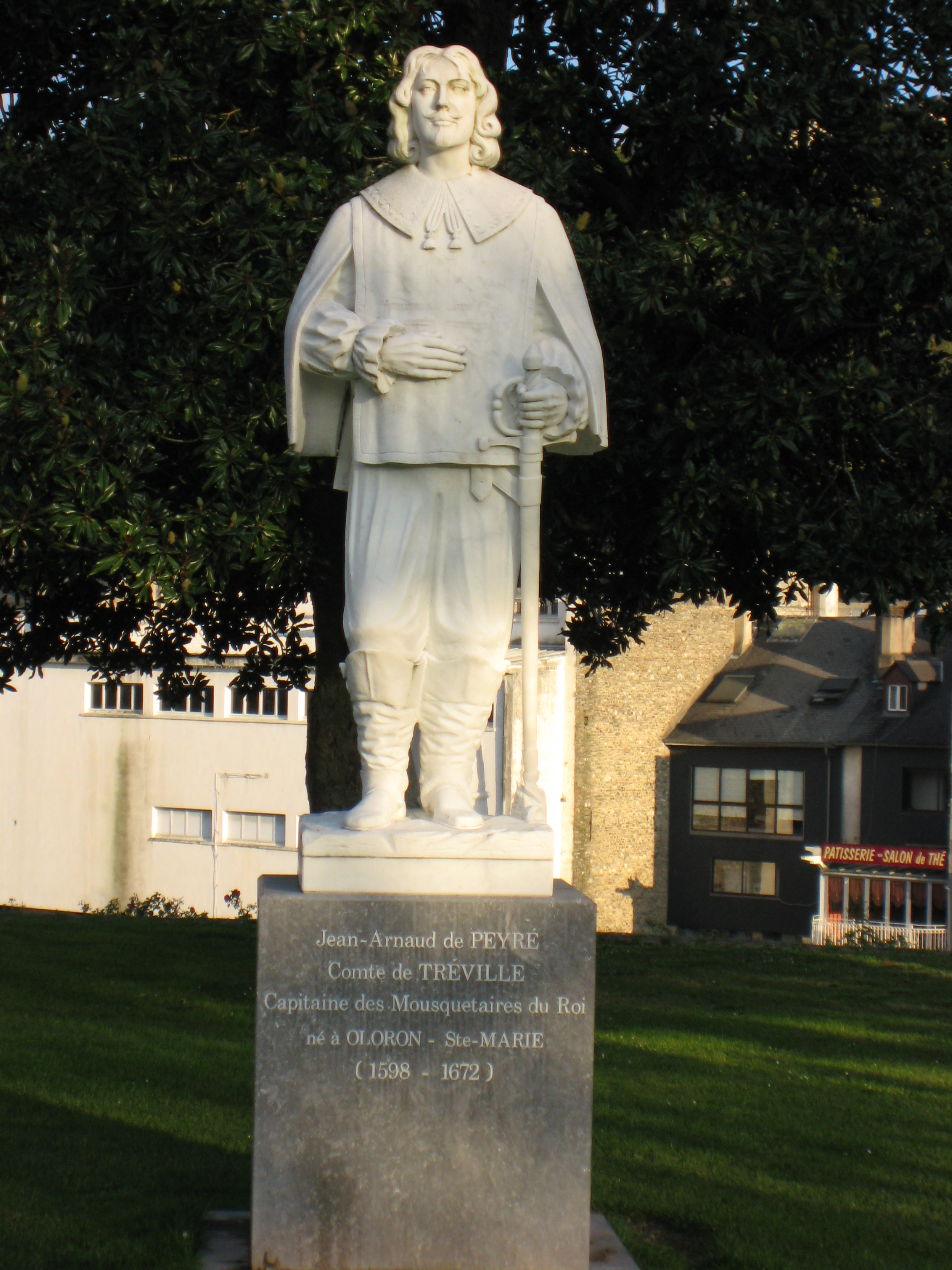
Standbeeld van Jean-Armand de Treville in Oloron.

Tréville wordt in De drie musketiers neergezet als een gardeleider van de musketiers. Net als Athos en Porthos is hij niet van aristocratische afkomst, maar van nieuwe adel. Uiteindelijk werd hij door Richelieu aan de kant geschoven als gardeleider.
Tréville had een oudere broer wiens dochter trouwde met Adrien de Sillègue, op wie het personage Athos gebaseerd is.